# Mihajlo Rostohar
Mihajlo Rostohar (30. července 1878 Brege – 5. srpen 1966 Golek) byl slovinským psychologem působícím v Československu, spisovatelem a pedagogem, který sehrál důležitou roli při vzniku státu Slovinců, Chorvatů a Srbů. Spolu s Ivanem Hribarem a Danilo Majaronem měl rovněž zásadní roli při založení univerzity v Lublani. Dále stál u zrodu Psychologického ústavu Filozofické fakulty na Masarykově univerzitě a tzv. Brněnské psychologické školy, na fakultě působil rovněž jako děkan. Byl také rektorem Vysoké školy sociální.

## Životopis
Narodil se ve venkovské rodině v Brege u Krška, tehdejší součásti rakousko-uherského vévodství Carniola. Absolvoval gymnázium v Lublani a Kranji. Od roku 1901 studoval medicínu, přírodní vědy a psychologii ve Vídni, a následně filozofii na univerzitě v Grazu u Alexie Meinonga. Doktorát získal ve Vídni v roce 1906 za práci Ueber Hypothesen und ihre erkenntnistheoretische Bedeutung (O hypotézách a jejich epistemologickém významu). Po studiu pracoval jeden rok jako středoškolský učitel ve Villachu a absolvoval rovněž stipendijní pobyt v Wundtových laboratořích v Lipsku. Friedrich Jodl jej posléze doporučil T. G. Masarykovi, u něhož se na Karlově univerzitě v Praze habilitoval v letech 1910–1911 s prací Theorie hypothetického soudu, která se zabývala přesahy logiky a psychologie. Téma na univerzitě rovněž přednášel.
Po účasti na italské frontě během první světové války se v roce 1918 podílel na vzniku státu Slovinců, Chorvatů a Srbů a založení univerzity v Lublani. V roce 1919 se přestěhoval do Československa, kde pokračoval ve své akademické kariéře. Po nacistické okupaci a vzniku Protektorátu Čechy a Morava se v roce 1939 vrátil do Slovinska. Po druhé světové válce krátce pobýval opět v Československu, v roce 1949 se dočasně vrátil do Jugoslávie za rodinou a návrat do Československa mu už nebyl umožněn.
Zemřel v malé obci Golek poblíž Krška ve Slovinsku, kde je po něm pojmenovaná základní škola.

### Psychologická kariéra
Mihajlo Rostohar vybudoval již v letech 1911–1912 na lékařské fakultě Karlovy univerzity ve fyziologickém ústavu experimentálně-psychologickou laboratoř, kterou následně v roce 1924 přemístil do Brna, kde v roce 1926 prosadil vznik psychologického ústavu na Filozofické fakultě Masarykovy univerzity. Zde se rovněž v roce 1931 stal prvním profesorem psychologie, v letech 1934–1935 byl na fakultě rovněž děkanem. V letech 1948–1950 byl rektorem Vysoké školy sociální v Brně, která byla zrušena v roce 1952. Od roku 1950 pak působil na psychologickém ústavu v Lublani.
Mihajlo Rostohar přispěl během svého života značnou měrou k rozvoji psychologie v Československu i ve Slovinsku a byl významnou postavou místního univerzitního prostředí.